# Передчуття (фільм, 2007)
«Передчуття» (англ. Premonition) — американський фільм-драма з елементами містики 2007 року. Режисер — Меннан Япо. У головних ролях — Сандра Буллок і Джуліан Мак-Магон.

## Сюжет
Головна героїня фільму (Сандра Буллок) виявляє, що кілька днів її життя «перемішалися» і вона проживає їх не в хронологічному порядку, внаслідок чого заздалегідь знає, що її чоловік (Джуліан Мак-Магон) скоро загине в автокатастрофі; вона замислюється про те, чи може і чи має вона спробувати запобігти його загибелі. Основні зйомки проходили в штаті Луїзіана.

### Пролог
Джим та Лінда, молода сімейна пара, виходять з автомобіля. Джим каже, що хоче зробити їй сюрприз, але його дружина заявляє, що не любить сюрпризів. Її очі заплющені, і коли Джим дозволяє Лінді їх відкрити — вона вражена. Вони стоять на порозі свого нового будинку.

### Четвер
Багато років потому Лінда прокидається, і до її кімнати входить молодша дочка Меган, яка докучає Лінді розпитуваннями про те, коли ж повернеться її батько. Лінда відповідає, що тато поїхав у відрядження і незабаром має повернутися. Потім до кімнати входить старша дочка Бріджит і квапить маму та сестру, бо ризикує спізнитися до школи.
Лінда відвозить дітей до школи та розмовляє телефоном із подругою Ганною, яка збирається на чергове побачення. Ганна цікавиться, як справи у Лінди з Джимом, тому що, на її думку, в їхньому шлюбі утворилася тріщина. Лінда прощається з подругою і займається домашніми справами, прибиранням та пранням, закинувши в пральну машину гарний райдужний светр. На автовідповідачі вона виявляє одне нове повідомлення від Джима. Він каже, що все, що напередодні він сказав їй і дівчаткам, — правда, і що він був щирий. Лінда здивована, це повідомлення трохи збентежило її.
Лунає дзвінок у двері, і на порозі Лінда бачить шерифа, який розповідає їй сумну новину про автокатастрофу за участю вантажівки, в якій напередодні ввечері загинув чоловік. За словами шерифа, вчора ніхто не зміг знайти Лінду і повідомити про трагедію.
Увечері до неї приїжджає її мати Джоан, яка допомагає відволікти дівчаток складанням головоломки, а Лінді розповідає про те, що необхідно зайнятися організацією похорону та виплатою страховки. Лінда каже, що не розуміє, що робити. Мати каже, що ніхто не очікував такого, але Лінда перебиває її і каже, що не розуміє, що їй робити з великим блюдом, яке Джим завжди допомагав їй діставати з верхньої полиці. Джоан укладає дівчаток спати і йде в гостьову кімнату, а Лінда залишається спати на дивані у вітальні, обійнявши весільну фотографію.

### Понеділок
Лінда прокидається у своїй кімнаті в нічній сорочці і, не розуміючи, що відбувається, йде до гостьової кімнати. У ній нікого не виявляє. Лінда повільно спускається вниз і бачить на кухні Джима, який п'є каву та дивиться телевізор. Він здивовано на неї дивиться та коментує її незвичний зовнішній вигляд. Вона бурмоче щось про неприємний сон. Джим просить відвезти дітей до школи, бо спізнюється на роботу.
Лінда відвозить дітей. Потім вона невдало розвертається і потрапляє на очі шерифу, який без злості докоряє їй, але розмовляє так, ніби вони не бачилися. Лінда обіцяє більше не порушувати правил та їде додому. Вона знову помічає райдужний светр біля пральної машини, а коли вішає простирадла на мотузку на задньому дворі, то падає рукою на труп ворони, що гниє. На її руку потрапляє кров, і вона торкається нею до скляних дверей у будинку, залишаючи червоні плями, і зауважує, що на дверях немає жодних наклейок, які вона наклеїла напередодні. Вимивши руки, Лінда викидає труп ворони у сміттєвий контейнер. День закінчується сімейною вечерею, дівчата скаржаться на нудний день.

### Субота
Лінда прокидається наступного дня і помічає на тумбочці пляшку вина та склянку. Зайшовши в душ, вона не знаходить там Джима, але знаходить порожню пляшечку від пігулок літію, розсипаних у раковині. Етикетка на пляшці говорить, що таблетки виписав професор Норман Рот. Вона бачить, що дзеркала в будинку закриті, і спускається донизу, одягнена в сорочку чоловіка. У вітальні вона бачить друзів та сім'ю в жалобі. Ганна запевняє Лінду, що дівчатка у безпеці, вони просто на вулиці. Лінда біжить надвір і бачить дівчаток, які гойдаються на гойдалках. Бріджит сидить спиною, і коли Лінда повертає її до себе обличчям, то бачить страшні порізи. Лінда починає гладити її обличчя, питаючи, що з нею сталося. Меган каже, що шрамів немає, що її сестра виглядає як принцеса.
У той момент, коли всі вже стоять на сходах церкви, Лінда просить усіх пройти всередину, а сама підходить до катафалку і наказує відкрити труну. Директор похоронної церемонії запевняє, що все йде за графіком, але Лінда наполягає на відкритті труни. Несподівано труна падає на землю, відкривається, і по землі котиться голова її загиблого чоловіка. Лінда починає безконтрольно кричати. На цвинтарі молодий священик висловлює промову, описуючи Джима як людину, яка над усе ставила сім'ю. Лінда помічає за деревом блондинку і підходить до неї із запитанням — хто вона така. Дівчина вибачається та каже, що вчора вони спілкувалися, а потім сідає в автомобіль та їде.
Повернувшись у будинок, Лінда одягає сині джинси, вона гарячково переглядає телефонний довідник і бачить, що сторінку з рекламою клініки доктора Рота вирвано, але незабаром вона знаходить цю сторінку у кошику для сміття. Вона хапає сторінку і дзвонить до офісу, але чує повідомлення, що клініка працює лише в будні дні. Коли вона повертається донизу, то бачить, що до неї в будинок прийшли кілька чоловіків. Один з них — доктор Норман Рот, а з ним шериф Рейлі. Анна відводить дітей у ліжко, тоді як Лінду хапають і зв'язують. Чоловіки висловлюють думку, що Лінда має проблеми з психікою, тому що вона не може згадати про те, як на обличчі Бріджит з'явилися ці порізи. Для решти хронологія днів не порушена, і вони знають, що Бріджит наштовхнулася на скляні двері, і Лінда відвозила їх до лікарні, але сама Лінда не пам'ятає цього. Джоан перепрошує і каже, що Лінді потрібна термінова допомога, і ту відвозять до психіатричної лікарні. Шериф каже лікарю, що повідомив про смерть Джима в четвер. Лікар розповідає про візит Лінди у вівторок, коли вона стверджувала, що чоловік помер. Лінді роблять укол снодійного і жінка засинає.

### Вівторок
Лінда прокидається від сигналу будильника у своїй спальні. Коли вона дивиться на свої руки, не бачить на них жодних слідів ін'єкцій. Лінда чує, як працює душ, та біжить у ванну. Вона йде в душ прямо в нічній сорочці та обіймає Джима. За сніданком вона з радістю бачить, що на обличчі Бріджит немає ран. Залишивши дівчаток у школі, вона відкриває сміттєвий бак і виявляє там труп ворони. Повернувшись до будинку, вона гортає телефонну книгу, знаходить адресу доктора Рота, вириває сторінку та приїжджає до нього. Він не впізнає її, але запрошує на прийом, на якому вона розповідає про своє видіння. Наприкінці сесії він призначає їй приймати літій.
Лінда приїжджає до офісу свого чоловіка. Вона обіймає його і просить поговорити наодинці. Вона пропонує поїхати у відпустку на деякий час, але Джим відкидає цю ідею. Лунає стукіт у двері кабінету, і на порозі з'являється Клер — блондинка з похорону. Джим відрекомендовує її як нову помічницю менеджера компанії, і що вона працює з ним. Вони йдуть на засідання.
Увечері того ж дня діти граються в дворі, а Лінда у ванній приймає літій. Вона витрушує спочатку дві таблетки, потім шість, а потім усю пачку прямо в раковину.
Лінда кричить дітям, що починається дощ, та просить дівчаток зняти білизну з мотузки на задньому дворі. Спускаючись сходами, вона бачить, що Бріджит біжить до скляних дверей, і кричить їй, щоб та зупинилася. Але Бріджіт продовжує бігти і, не бачачи, що двері зачинені, наштовхується на них. Скло, розбиваючись, ранить їй обличчя та руки. Лінда поспішає відвезти дівчаток до відділення невідкладної допомоги; туди ж приїжджає Джим. Повернувшись додому, Лінда кладе дівчаток у ліжко, прикриває дзеркала в будинку так, щоб Бріджит не могла побачити свої шрами, і розповідає дівчаткам, яка Бріджит гарна, і що в неї немає жодних шрамів, і вони обидві гарні, як принцеси.
Тим часом Джим підмітає скло від падіння Бріджит. Він запитує її, чому вона не наклеїла наклейки на двері, і Лінда каже, що вона наклеїла. Він каже їй, що попросив матір Лінди приїхати жити з ними, доки Лінда не відчує себе краще.
Лінда піднімається сходами, знімає піджак і виявляє зім'ятий папір із телефонної книги. Вигляд сміттєвого кошика змушує її побігти вниз і відновити на аркуші паперу хронологію подій — у вівторок вона йде на прийом до лікаря Роту вперше, тоді ж її дочка отримує рану. У четвер вона дізнається про аварію, і її мати залишається в будинку. Вона не має інформації про події п'ятниці, а в суботу був похорон. А в середу загинув Джим. Вона ховає папір під скатертиною і йде поговорити з Джимом. Вона благає його не їхати у відрядження, але зрозумівши, що він не скасує поїздку, просить: «Якщо завтра середа, будь ласка, розбуди мене, перш ніж поїхати». Він дивується її фразі, але обіцяє. Потім він каже, що любить її.

### П'ятниця
Лінда прокидається з весільною фотографією в руках і згадує про зустріч із Клер на цвинтарі. Вона їде до неї і з її заплаканих очей бачить, що Джім їй зраджував. Вдома вона говорить із подругою про невдалу зраду. Потім вона їде до банку і дізнається, що Джим у середу вранці, перед відрядженням, потроїв суму страховки свого життя. Він дуже хвилювався і казав, що найголовніше — це подбати про дружину та дочок. Лінда стоїть і милується пейзажем, а до неї підходить літній чоловік і каже, що багато хто теж хоче почати життя з чистого аркуша. Потім Лінда їде до похоронного бюро та призначає похорон на суботу. Потім Лінда їде додому, де її мама та доньки майже зібрали мозаїку, Лінда дарує донькам по тістечку. Мама каже Лінді, що настав час їхати в похоронне бюро, а Лінда відповідає, що вже зробила це, і її мама дивується, що похорон буде так скоро. День закінчується тим, що Лінда сидить на ліжку в сорочці чоловіка та п'є вино. Її мама підходить до неї, і Лінда каже, що дозволити Джимові померти — це все одно, що вбити його. Тепер вона за будь-яку ціну має постаратися запобігти катастрофі.

### Неділя
Лінда прокидається в нічній сорочці і каже Джимові, що добре було б, якби він погуляв із дітьми. Він каже, що це чудова ідея. Джим веде дітей у парк, а тим часом Лінда їде до церкви і дізнається, що протягом історії були люди, які знали майбутнє, але їхнє життя закінчувалося трагічно. Священик каже, що ці люди не мали віри. Лінда каже, що їй потрібна віра. Лінда їде на 220 милю, місце смерті Джима, і намагається розібратися в собі, згадуючи події минулих днів. Вона так поглинута цим, що вийшла на дорогу, де її мало не збиває машина. Вдома Лінда просить Джима сказати донькам, що він їх любить. Після деякого вагання він це робить. Лінда виходить надвір, слідом за нею виходить Джим. На вулиці починається буря, Лінда з Джимом трохи сваряться. Блискавка вдаряє в електричний стовп, а ворона, що сиділа на проводі, падає мертвою. Удома Лінда перепрошує в Джима, ніч вони проводять разом. Лежачи в ліжку, вона каже йому, що їй наснився сон про його смерть. Джим відповідає, що це лише сон.

### Середа
Вранці Лінда прокидається і бачить, що Джима немає поряд у ліжку. Зателефонувавши подрузі, Лінда розуміє, що сьогодні середа, той день, коли Джим має загинути і що він не розбудив її, як обіцяв. Лінда кидається в машину та їде в бік 220 милі. У дорозі Джим дзвонить Лінді і каже, що він любить її і вона йому найдорожча, тобто повідомлення повторюється. Тим часом Лінда дзвонить Джиму і просить його не їхати тією дорогою. Вони довго розмовляють, зізнаються один одному в багатьох речах та любові одне до одного. Побачивши, що він зупиняється на 220 милі траси, Лінда просить його розвернутися і поїхати з цього місця. Під час розвороту Джим ледь не стикається з іншою машиною і зупиняється на середині дороги, на розділювальній смузі. У Джима глухне машина. Тут Лінда помічає величезний бензовоз і кричить, щоб він вийшов із автомобіля, але Джим не може завести двигун автомобіля та двері заклинило. Бензовоз намагається уникнути зіткнення, його розвертає в інший бік, але цистерна на швидкості стикається з автомобілем, відриває його верхі практично сплющує автомобіль об асфальт, аварія закінчується вибухом. Лінда кричить.

### Епілог
Проходить 6 місяців. Лінду будить все та ж Меган і просить її встати швидше. Лінда піднімається, і видно, що вона вагітна після останньої ночі з Джимом. Вона встає, виходить. Показано фотографію Джима, і звучить фраза, яка згодом прославила фільм: «Кожен прожитий нами день — це диво…».

## У ролях
| Актор                 | Роль              |
| --------------------- | ----------------- |
| Сандра Буллок         | Лінда Генсон      |
| Джуліан Мак-Магон     | Джим Генсон       |
| Кортні Тейлор Бернесс | Бріджит Генсон    |
| Шаєн Мак-Клюр         | Меган Генсон      |
| Ніа Лонг              | Енні              |
| Ірен Циглер           | Місіс Квінн       |
| Кейт Нелліган         | Джоан             |
| Марк Макколей         | шериф Рейлі       |
| Амбер Валета          | Клер Френсіс      |
| Петер Стормаре        | Доктор Норман Рот |

## Номінації
| Дата | Номінація     | Категорія                                                            | Номінанти            | Результат |
| ---- | ------------- | -------------------------------------------------------------------- | -------------------- | --------- |
| 2008 | Вибір народу  | Улюблений драматичний фільм                                          | Фільм                | Номінація |
| 2008 | Молодий актор | Найкраща гра в повнометражному фільмі – молода актриса другого плану | Кортні Тейлор Бернес | Номінація |